# Wolfgang Pfüller
Wolfgang Pfüller (* 27. November 1951 in Herold/Erzgebirge) ist ein deutscher evangelischer Theologe und Pfarrer. Seine Forschungs- und Publikationsschwerpunkte liegen auf den Gebieten der Religionsphilosophie sowie der Interreligiösen Theologie.

## Leben
Nach der zehnklassigen Polytechnischen Oberschule in Herold besuchte Wolfgang Pfüller von 1968 bis 1970 das Kirchliche Proseminar in Moritzburg bei Dresden, da ihm der Zugang zum Abitur an der Erweiterten Oberschule aus gesellschaftspolitischen Gründen verwehrt wurde. Denn Pfüller war stark kirchlich engagiert und nahm weder an der Jugendweihe teil, noch war er Mitglied der FDJ. Seinem Studium der Theologie am Theologischen Seminar Leipzig von 1970 bis 1975 folgte seit 1976 eine dreijährige Repetentur im Fach Systematische Theologie bei Ulrich Kühn am Theologischen Seminar in Leipzig. An die Promotion A 1980 an der Martin-Luther-Universität schloss sich 1984 die Promotion B zum Dr. sc. theol. an, ebenfalls an der Martin-Luther-Universität. 1991 wurde der Dr. sc. theol. in einen Dr. theol. habil. umgewandelt.
1986 legte Pfüller an der Kirchenmusikschule Dresden als externer Student das B-Examen eines Kirchenmusikers ab. Zeit seines Lebens spielte die Musik eine wichtige Rolle für ihn. Neben seiner Tätigkeit als ehrenamtlicher Organist seit mehr als 50 Jahren sang und singt er in mehreren Chören.
Von 1980 bis 1986 war Pfüller als Pfarrer in Gerichshain und Püchau tätig. 1986 wurde er Dozent mit dem Schwerpunkt Systematische Theologie am Kirchlichen Seminar Eisenach. Nach der Schließung dieses Instituts im Jahre 1999 widmete er sich der theologischen Forschung sowie der Aus- und Weiterbildung innerhalb der Evangelisch-Lutherischen Kirche in Thüringen. Seinen beruflichen Werdegang beschloss er wiederum als Pfarrer: Von 2001 bis 2003 unterrichtete er als Schulpfarrer an verschiedenen Gymnasien, von 2003 bis 2012 war er Gemeindepfarrer in Eisenach. 2007 wurde er in den Vorstand des Bundes für Freies Christentum gewählt.
Seit 2013 lebt Pfüller wieder in Leipzig. Auch nach seiner Emeritierung ist er weiter in der Kirchenmusik, in der philosophischen und theologischen Forschung sowie als Referent tätig.
Pfüller hat mit seiner Frau Elke zwei Kinder und fünf Enkelkinder.

## Schriften (Auswahl)

### Autor
- Zum Problem der Wissenschaftlichkeit der Theologie. Kritische Erörterung der theologisch-wissenschaftstheoretischen Konzepte G. Sauters und W. Pannenbergs, Halle/S. 1979 (Diss.)
- Der Streit der Religionen – rational entscheidbar? Zum Problem objektiver Beurteilungskriterien für religiöse Aussagenzusammenhänge, Frankfurt/M. u. a.: P. Lang 1986
- Theologie als Theiologie. Annäherungen an eine religiöse Theorie in christlicher Perspektive, Frankfurt/M. u. a.: P. Lang 1998
- Heil-werden im Ganzen. Eine Studie zum Begriff des Religiösen, Frankfurt/M. u. a.: P. Lang 1999
- Die Bedeutung Jesu im interreligiösen Horizont. Überlegungen zu einer religiösen Theorie in christlicher Perspektive, Münster u. a.: LIT 2001
- Interreligiöse Perspektiven. Studien zur Religionstheologie und zur Komparativen Theologie, Berlin: LIT 2012
- Sieger und Verlierer. Mohammed und Jesus: Ein kritischer Vergleich, Verlag Traugott Bautz, Nordhausen 2015 (2., korrigierte Auflage 2016), ISBN 978-3-95948-033-8
- Ein Gott – eine Religion – eine Menschheit. Visionen und Illusionen einer modernen Weltreligion, Verlag Traugott Bautz, Nordhausen 2017, ISBN 978-3-95948-313-1
- Gott weiter denken. Stationen interreligiöser Theologie, Verlag Traugott Bautz, Nordhausen 2019, ISBN 978-3-95948-446-6

### (Mit-)Herausgeber
- Veritas et communicatio. Ökumenische Theologie auf der Suche nach einem verbindlichen Zeugnis (FS Ulrich Kühn), hg. v. Heiko Franke, Thomas Krobath, Matthias Petzoldt und Wolfgang Pfüller, Göttingen: Vandenhoeck & Ruprecht 1992
- Stationen, Akzente und Perspektiven gemeindepädagogischer Ausbildung. 50 Jahre Kirchliches Seminar Eisenach auf dem Hainstein, hg. v. Wolfgang Pfüller, Darmstadt: Bogen 1997
- Ulrich Kühn, Die eine Kirche als Ort der Theologie. Ausgewählte Aufsätze, hg. v. Heiko Franke, Thomas Krobath, Matthias Petzoldt und Wolfgang Pfüller, Göttingen: Vandenhoeck & Ruprecht 1997
- Autorität der Schrift und Lehrvollmacht der Kirche, hg. v. Matthias Petzoldt in Zusammenarbeit mit Heiko Franke und Wolfgang Pfüller, Leipzig: Evangelische Verlagsanstalt 2003
- Wider die Müdigkeit im ökumenischen Gespräch. Dem theologischen Lehrer und ökumenischen Gesprächspartner Ulrich Kühn zum 75. Geburtstag, hg. v. Matthias Petzoldt in Zusammenarbeit mit Heiko Franke, Michael Markert und Wolfgang Pfüller, Leipzig: Evangelische Verlagsanstalt 2007

### Aufsätze und Essays (Auswahl)
- Konsequenter Kritizismus? Zum Rationalitätskonzept Hans Alberts, in:  Kerygma und Dogma 27, 1981, S. 58–80
- Disziplinierte Theologie. Zum theologisch-wissenschaftstheoretischen Konzept Gerhard Sauters, in: Theologische Versuche XIV, Berlin 1985, S. 75–92
- Fades Salz – fades Konzept? Von der Volkskirche zur Überzeugungsgemeinschaft, in: Die Zeichen der Zeit 49, 1995, S. 65–68
- Alternativen gefragt. Soziale Marktwirtschaft in der Kritik, in: Die Zeichen der Zeit 51, 1997, S. 91–95
- "Wir brauchen kommunikative Freiheit". Über den Unterschied von Freiheit und Selbstbestimmung, in: forum religion 1/2001, S. 32–37
- Felix Mendelssohn Bartholdy (1809–1847). Zur Erinnerung an einen weltoffenen, liberalen Protestanten, in: Freies Christentum 62, 2010, S. 8–13
- Szenen aus dem Leben eines romantischen Tondichters. Zum Gedenken an Robert Schumann (1810–1856), in: Freies Christentum 63, 2011, S. 12–21
- Unvereinbar? Über einen kritischen Vergleich von Buddhismus und Christentum, in: Freies Christentum 64, 2012, S. 69–78
- Halbe Revolution – halbierte Freiheit? Rückblicke und Ausblicke nach 25 Jahren Mauerfall, in: Freies Christentum 66, 2014, S. 151–159
- 30 Jahre nach dem Mauerfall. Warum der Kapitalismus ruinös und der Sozialismus allemal die bessere Alternative ist, in: Freies Christentum 71, 2019, S. 142–152
- Der bestirnte Himmel und das Sittengesetz. Zur Religiosität Ludwig van Beethovens, in: Deutsches Pfarrerblatt 120, 2020, S. 740–744
- Konfessionslos? Religionslos? Areligiös? Wichtige Unterscheidungen und Folgerungen im Blick auf religiöse Problemlagen, in: Deutsches Pfarrerinnen- und Pfarrerblatt 121, 2021, S. 479–483
- Auf Schweitzers Spuren. Zur Erinnerung an Ulrich Neuenschwander, der vor einhundert Jahren geboren wurde, in: zeitzeichen 23, 2022, S. 40–42
- Verkannt und hochgeschätzt. Zum 200. Geburtstag Cäsar Francks (1822–1890), in: Freies Christentum 75, 2023, S. 38–45
- Sensibler Berserker – Konservativer Modernist Protestantischer Katholik. Max Reger (1873–1916) zum 150. Geburtstag, in: Deutsches Pfarrerinnen- und Pfarrerblatt 123, 2023, S. 432–436
- Liberales Christentum heute und morgen. 75 Jahre Bund für Freies Christentum, in: Deutsches Pfarrerinnen- und Pfarrerblatt 123, 2023, S. 561–566